# Geoplanins
Els geoplanins (Geoplaninae) constitueixen una subfamília del grup dels triclàdides. Són els principals representants de la diversitat faunística de les planàries terrestres (geoplànids, anteriorment Terricola) i presenten una distribució neotropical, trobant-se als boscs d'Amèrica del Sud.

## Gèneres
- Amaga
- Cephaloflexa
- Choeradoplana
- Enterosyringa
- Geobia
- Geoplana
- Gigantea
- Gusana
- Issoca
- Liana
- Notogynaphallia
- Pasipha
- Polycladus
- Pseudogeoplana
- Supramontana
- Xerapoa